# 김시후 (레이싱 모델)
김시후(1990년 7월 21일 ~ )는 대한민국의 레이싱 모델이다.

## 경력

### 레이싱모델 경력
- 2015년 - 지스타 트위치 모델
- 2015년 - 클럽쉐비 레이싱모델